# حضرة نظام الدين دارغا
ضريح حضرة نظام الدين هو مجمع ضريح ومسجد للولي الصوفي نظام الدين أولياء ، ويقع في منطقة نظام الدين الغربية في دلهي، بالهند. الضريح، هو مزار صوفيّ يزوره آلاف الحجاج كل أسبوع. يُعرف الموقع أيضًا بجلسات موسيقى القوالي التعبدية المسائية.
يضم المجمع ضريح حضرة نظام الدين، بما في ذلك العديد من المقابر، ومسجد جماعة خانا (أو مسجد الخلجي)، وبئر مدرج. العديد من الهياكل هي آثار ذات أهمية وطنية، تديرها هيئة المسح الأثري في الهند.

## موقع
سُميَت الحي المحيط بالدارجا، نظام الدين باستي، على اسم الشيخ الصوفي. كانت المنطقة في البداية موقع مستوطنة غياسبور، حيث عاش نظام الدين، وسُميت لاحقًا باسمه. زاد عدد سكان الباستي بشكل أساسي بعد أن استقر اللاجئون هنا أثناء تقسيم الهند. قبل ذلك، كانت المنطقة مأهولة بشكل رئيس من البيرزاده، وهم أحفاد نظام الدين المباشرون.
يحيط بمجمع الضريح مباشرة برج سابز عند تقاطع طريق لودهي وطريق ماثورا، وأورس محل (مسرح للقوالي)، وتشوساث خامبا.

## إدارة
الضريح هو ملكية تابعة لمجلس الأوقاف في دلهي. تُجمع العروض بموجب نظام الباريداري من خلال البيرزاداس، وهم القائمون على الأضرحة الصوفية. وهذا يشمل عادة أحفاد المدفونين في الضريح. اللجنة، أنجومان بيرزادان نظاميان خسروي، تعتني بالدارغا.

## معرض الصور

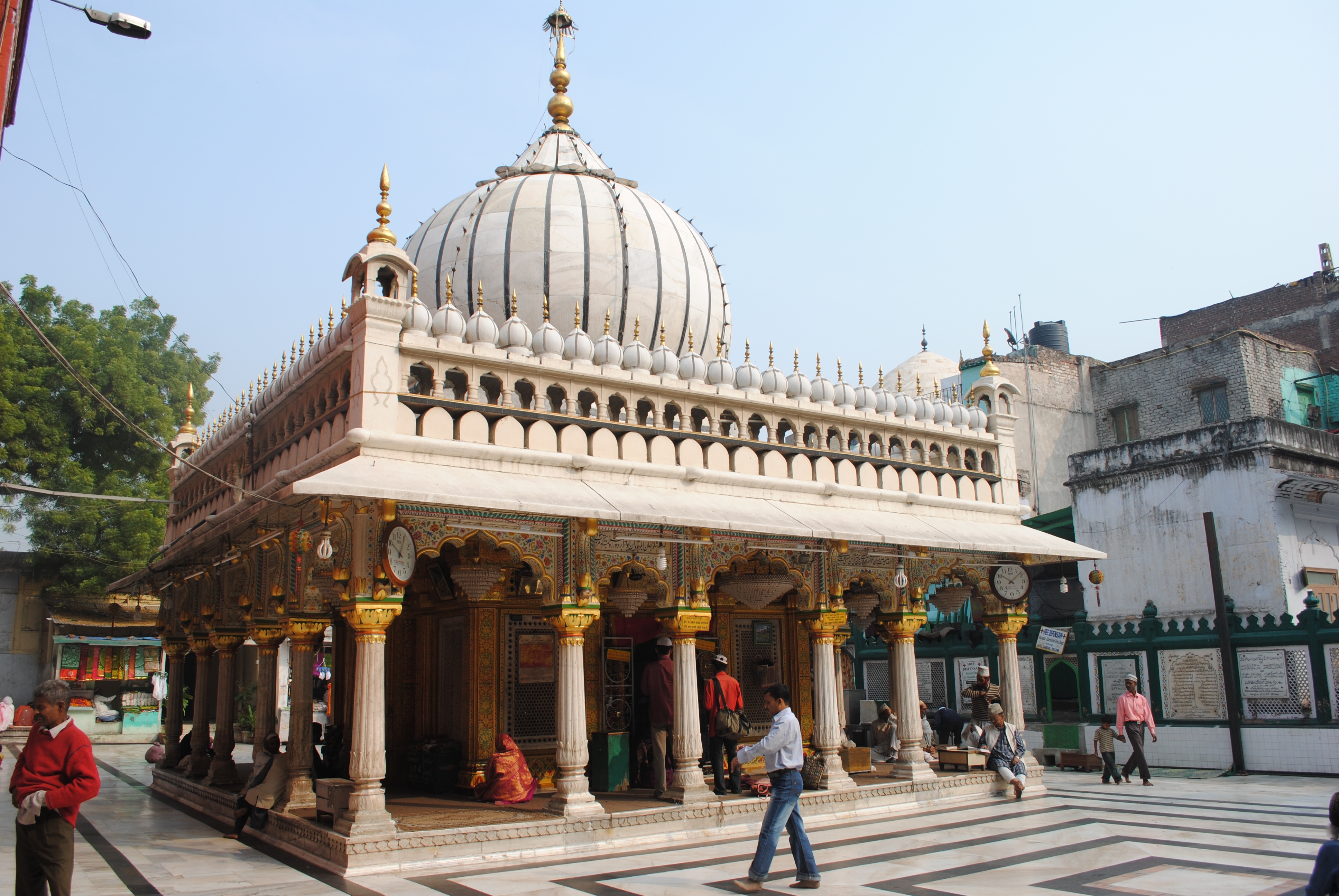
ضريح نظام الدين
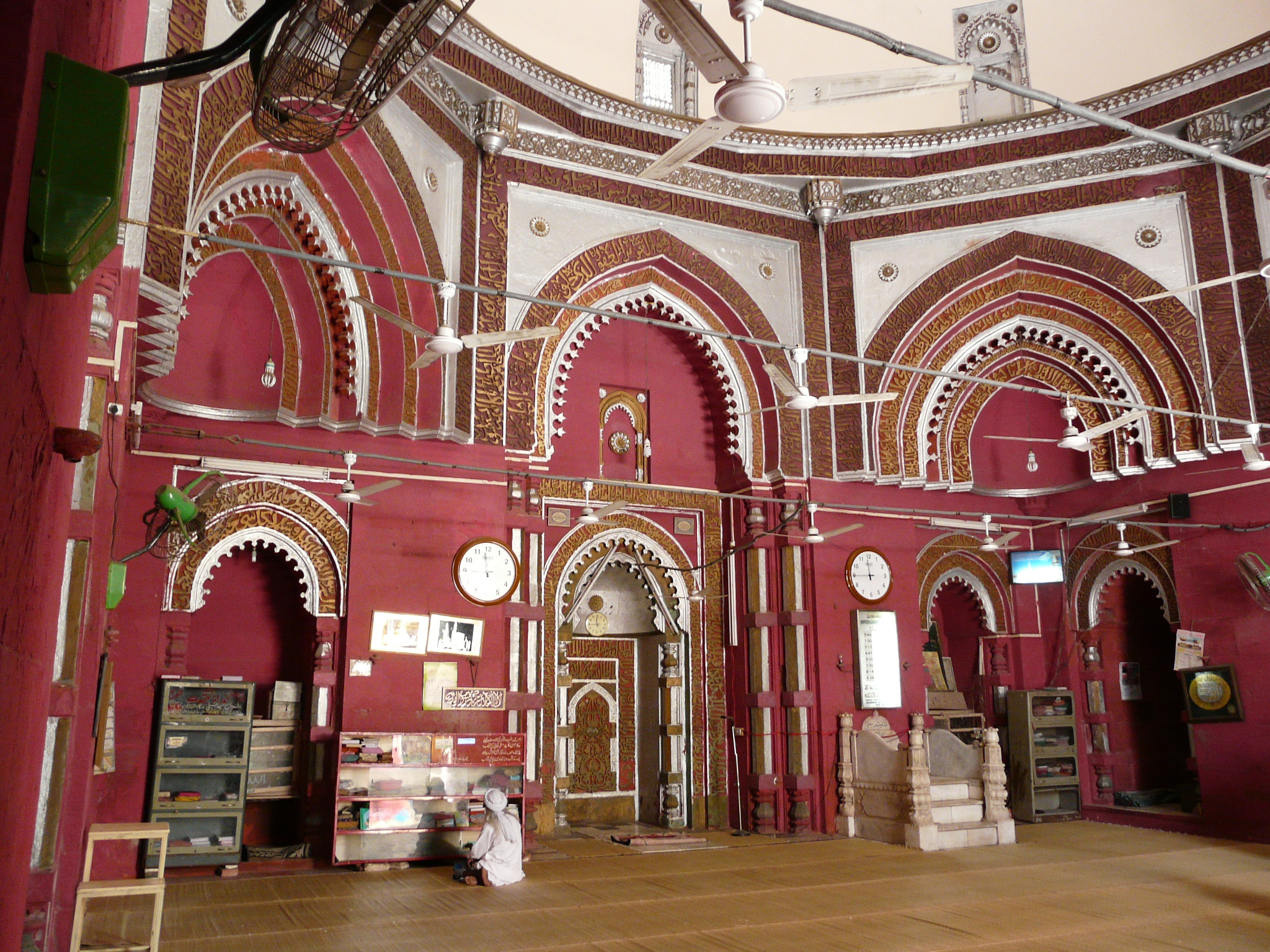
محراب المسجد
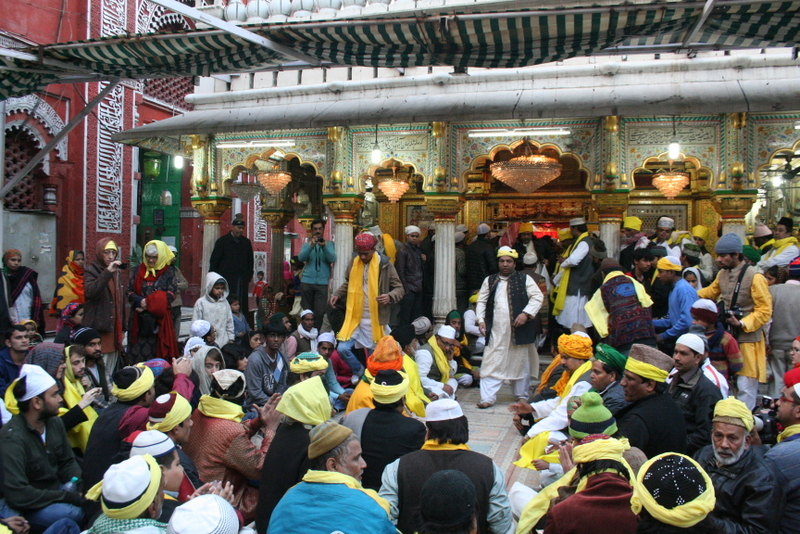
احتفالات الباسانت في الدركه
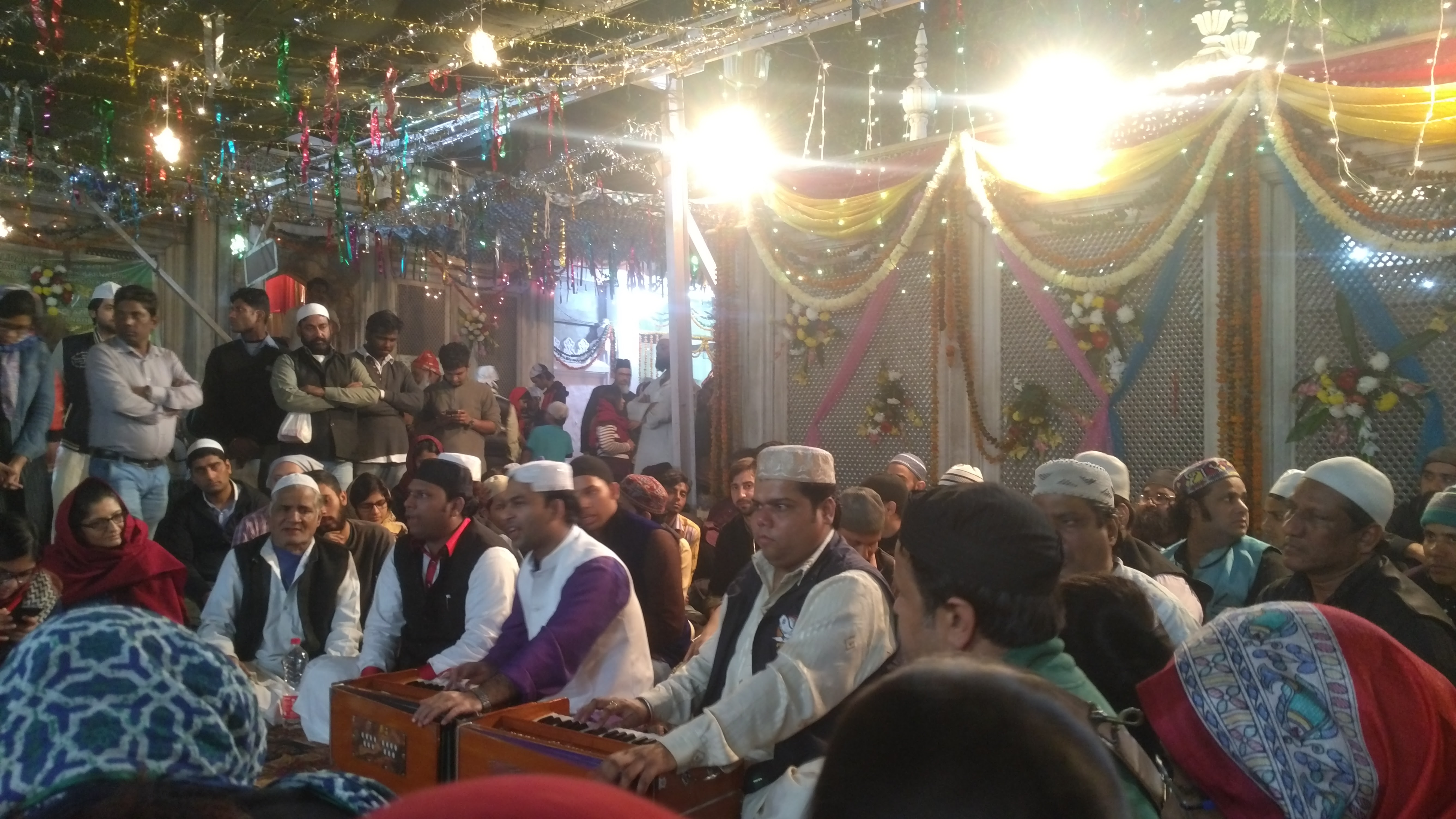
جلسة قوالي في نظام الدين

## طالع أيضًا
- الإسلام في الهند
- قائمة المساجد في الهند
- التصوف في الهند

## قراءة إضافية
- Dehlvi، Sadia (2012). The Sufi Courtyard: Dargahs of Delhi. Harper Collins. ISBN:978-9350290958. مؤرشف من الأصل في 2022-12-09.
- Snyder، Michael (2010). "Where Delhi Is Still Quite Far: Hazrat Nizamuddin Auliya and the Making of the Nizamuddin Basti" (PDF). Columbia Undergraduate Journal of South Asian Studies. ج. I ع. 2. مؤرشف من الأصل (PDF) في 2024-06-06.
- Zuberi، Irfan. "Art, Artists & Patronage: Qawwali in Hazrat Nizamuddin Basti". Academia. Aga Khan Trust for Culture. مؤرشف من الأصل في 2024-07-10 – عبر academia.edu.